# Im Scheinwerferlicht (1976)
Im Scheinwerferlicht ist ein französisches Filmdrama von Jeanne Moreau aus dem Jahr 1976. Der Film ist Moreaus Debüt als Regisseurin.
Vier befreundete Schauspielerinnen unterschiedlichen Alters, an unterschiedlichen Punkten ihres Lebens und ihrer Karriere, treffen sich während der Ferien auf dem Land und unterhalten sich über ihre Arbeit, die Liebe, den Ruhm und das Kino.

## Handlung
In einer langen Eingangssequenz werden in einem Rückblick vier Frauen vorgestellt, die in Paris leben und sich in einer entscheidenden Phase ihres Lebens befinden.
Die eigentliche Handlung beginnt in Sarahs luxuriösem Landhaus in der Provence. Sie hat ihre langjährige Freundin und Kollegin Laura zu sich eingeladen. Man genießt das Wiedersehen, sonnt sich am Pool, aalt sich in der Hängematte. Julienne und Caroline, zwei jüngere und weniger bekannte Schauspielerinnen kommen zu Besuch. Man sitzt zusammen am Mittagstisch, und die Gedanken gehen zurück auf das vergangene Jahr in Paris. Sarah hat gerade einen Film und die Affäre mit ihrem Regisseur beendet, soll einen Filmpreis bekommen und ist dabei, eine neue Rolle zu übernehmen. Dann gibt es noch die Beziehung mit Gregoire, einem Onkologen, die sich aber auf einer rein platonische Ebene abspielt, und parallel entwickelt sich gerade eine Romanze mit dem deutschen Schriftsteller Heinrich Grün. Sarah hat die drei Männer und ihre Freundinnen zur Preisverleihung eingeladen. Die beiden anderen Frauen sind an einem Tiefpunkt ihrer Karriere angekommen. In Juliennes Karriere – sie ist eine erfolgreiche und beliebte Schauspielerin – stockt es gerade und ihre aktuelle Beziehung zu einem jungen Drehbuchautor ist nicht ohne Spannung. Die ehrgeizige Caroline kommt, vielleicht aus Mangel an Begabung, nicht so recht voran. Sie streitet mit ihren Ex-Ehemann um das Sorgerecht für den gemeinsamen Sohn; dem Regisseur ihres neuen Films macht sie unverhüllt Avancen.
In einer entspannten Atmosphäre geht es in den Gesprächen der Frauen um die Männer, die Liebe, um Erfolge und Misserfolge im Leben und im Kino.

## Biografischer Hintergrund
1974 befand sich Jeanne Moreau auf einem Höhepunkt ihrer Karriere. Sie hatte zu diesem Zeitpunkt bereits in 60 Filmen gespielt und war etwa ebenso alt wie Julienne, die Protagonistin in ihrem Film. Im Januar 1974 hatte sie an der Seite von Gerard Depardieu auf der Bühne des privaten Theaters von Pierre Cardin Handkes Stück Ritt über den Bodensee geprobt. Handke selbst beschäftigte sich zu dieser Zeit intensiv mit Gottfried Kellers Roman Der grüne Heinrich. Der komplizierte deutsche Liebhaber, gespielt von Bruno Ganz, heißt in ihrem Film Heinrich Grün. Handke und Moreau lernten sich bei den Proben kennen. Jeanne Moreau beendete daraufhin abrupt ihr Verhältnis mit Cardin und reiste nach der Premiere mit Handke nach Venedig. Die Affäre der beiden war leidenschaftlich, kurz und wurde von Handke beendet. Bis zu ihrem Tod war das Verhältnis zwischen den beiden angespannt, zumal Handke Moreaus Liebesbriefe in ein Literaturarchiv gegeben hat.

## Produktion
Produziert wurde der Film von Orphée Arts, FR 3 Cinéma und Tritone Cinematografica. Gedreht wurde von August bis Oktober 1975 in Paris, in der Provence, an der Côte d’Azur, in La Garde-Freinet im Département Var und in den Billancourt-Studios. Die Kostüme entwarf Christian Gasc. Editor Albert Jurgenson hat auch Moreaus zweiten Film L’Adolescente geschnitten.

### Filmmusik
Die Musik komponierte Astor Piazolla. Es spielen Astor Piazolla (Bandoneon), Antonio Agri (Geige), Arnaldo Ciato (Piano), Daniel Piazzolla (Harfe, Synthesizer), Filippo Daccò (Gitarre), Pino Presti (Bass) und Tullio de Piscopo (Schlagzeug).
Piazolla bearbeitete seine Filmmusik später zu einer Suite in 5 Sätzen, Lumière, die vom 9. bis zum 11. August 1996 im Theater „Zuccari“ in Sant’Angelo in Vado aufgenommen und durch das Label Oriente in NoviTango 6 veröffentlicht wurde.

## Veröffentlichung
Lumière kam am 24. März 1976 in die französischen Kinos, wurde am 21. Mai desselben Jahres in Cannes innerhalb der Reihe Perspectives du cinema Français vorgestellt und war Eröffnungsfilm am Toronto International Film Festival 1976. Deutschlandpremiere war am 9. Oktober 1976.
1976 erschien in Frankreich bei Turner Classic Movies eine DVD mit englischen Untertiteln.
Der Film wurde jahrelang nicht gezeigt, da er nur noch in mangelhaften Kopien vorlag, für die es ein Veröffentlichungsverbot gab. Eins der ersten Projekte des 2017 gegründeten Fonds Jeanne Moreau war die Restaurierung der Filme Lumiere, L’Adolescente (1979) und Lillian Gish (1983). Die Restaurierung auf Grundlage von originalem 35-mm-Filmnegativ-Material aus dem Archiv des LTC Patrimoine fand unter der Leitung von Jean-Claude Moireau in den Labors der Cité de Mémoire statt. 2022 war die Restaurierung abgeschlossen.
Am 15. Februar 2023 wurden die restaurierten Filme am Festival Lumière in Lyon aufgeführt. 2023 brachte Carlottafilm eine DVD-Box mit den drei Filmen heraus.

## Auszeichnungen
Francine Racette erhielt 1977 eine César-Nominierung als beste Schauspielerin in einer Nebenrolle.

## Kritik
Das französische Filmportal Le Bleu du Miroir widmet dem Film anlässlich seiner Wiederaufführung nach der Restaurierung eine ausführliche Analyse und kommt dann zu dem Schluss: „Von heute aus betrachtet ist Lumière ein sehr leidenschaftliches Zeugnis, viel mehr als eine simple Kuriosität. Die Regisseurin filmt zugleich eine Epoche, die 70er Jahre, die Lebensbedingungen von Schauspielern in ihrer ganzen Vielfalt und eine Generation Schauspieler und Schauspielerinnen mit sehr unterschiedlichen Karrieren.“